# 신리국민학교 자래목분교
신리국민학교 자래목분교는 대한민국 경상북도 영덕군에 있었던 공립 초등학교이다.

## 학교 연혁
- 일자 미상 자래목분교장 설립 인가
- 일자미상 신리국민학교 자래목분교 개교
- 1977년 3월 1일 폐교 및 신리국민학교 통폐합

## 참고 자료
- 신리국민학교자래목분교장 - 한국교육학술정보원 학교알리미